# Gaetano Brunetti

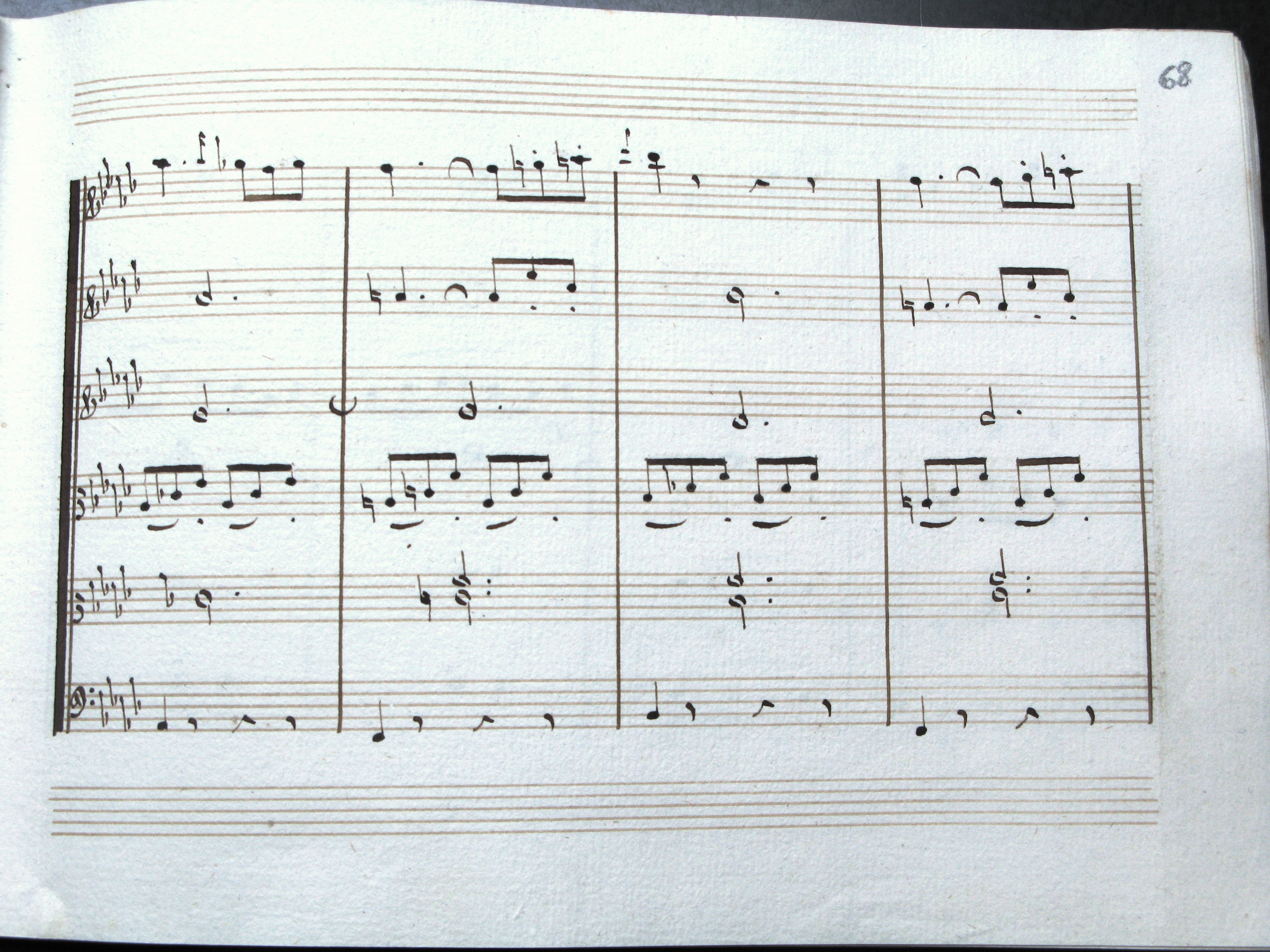
Partitura general del Sexteto con oboe n.º 1 de Cayetano Brunetti (1796). Copia española, c.1800. Parma, Biblioteca Palatina.

Cayetano Brunetti (Fano (Estados Pontificios), 9 de agosto de 1744-Colmenar de Oreja, Madrid (España),  16 de diciembre de 1798), conocido también como Gaetano Brunetti, fue un compositor y violinista español de origen italiano que trabajó en la Corte de Madrid al servicio de los reyes Carlos III y Carlos IV.

## Biografía
Cayetano Brunetti nació en la ciudad de Fano, en la costa adriática de Italia, hijo de Stefano Brunetti y de Vittoria Perusini. Se ha especulado un posible periodo de formación en Urbino, como alumno de violín de Carlo Tessarini, o en Livorno, como discípulo de Pietro Nardini o Carlo Antonio Campioni. Entre la Semana Santa de 1758 y la de  1759, Brunetti, contando con 13 o 14 años, llegó a Madrid junto con su padre. El 23 de junio de 1760, con 15  años, se presentó a la oposición para una plaza de violín en la Real Capilla en las que ya aparece como un consumado violinista.
Su vida se estabiliza hacia 1762, con la entrada como violín en la orquesta la compañía teatral de Águeda de la Calle, para la que escribe su primera obra conocida, la música para la comedia García del Castañar de Francisco de Rojas Zorrilla, y el matrimonio con Saturnina de Soria el 27 de noviembre del mismo año. Conocemos cuatro hijos de este matrimonio: Juan (c.1765-1784), Francisco, también compositor y destacado violonchelista (c.1765-1834), Manuel Isaac (1779-1789) y Luisa (1781-1832), casada más tarde con el violinista Francesco Vaccari.
Un nuevo cambio se produce en 1767 al ganar una plaza de violinista en la Real Capilla de Carlos III. Empieza entonces una carrera ascendente basada en la acumulación de responsabilidades dentro del mundo musical de la Corte: músico del Cuarto del Príncipe de Asturias y su maestro de violín  (1771) –recayendo en él las principales decisiones relativas a la música de la Cámara–, músico de la Real Cámara con el ascenso de Carlos IV (1789) y finalmente director de la Real Cámara (1796).
Su actividad decae en torno a 1797 debido a la larga enfermedad, que lo llevará a la muerte, y a la desaparición de Saturnina de Soria el 30 de marzo de 1798. Poco antes de su propia muerte el 16 de diciembre de 1798, Brunetti se casa en segundas nupcias con Juana del Río, probablemente para poder dejar a su nueva esposa una pensión de viudedad en atención "a los muchos favores que tiene recibidos de la expresada Juana del Río [...], con otros superiores motivos que en sí reserva".

## Recepción y estilo
Cayetano Brunetti ocupó sin duda alguna una posición preeminente en el mundo musical madrileño de la segunda mitad del siglo XVIII, tanto por sus cargos en la corte como por la fructífera relación que mantuvo con las dos casas aristocráticas más importantes de la época, los duques de Alba y los condes-duques de Benavente-Osuna, así como con el Infante Don Luis, patrón de Luigi Boccherini. Sin embargo, su proyección europea fue prácticamente nula, exceptuando la publicación de tres álbumes de juventud en París (1775-1776), la interpretación de una de sus sinfonías en el Concert Spirituel de la capital francesa el 13 de abril de 1784 y el envío de unas cincuenta obras a los reyes de Etruria hacia 1805, poco después de su muerte.
Exceptuando el interés de algunos coleccionistas franceses del siglo XIX, Brunetti siguió siendo un absoluto desconocido hasta la década de 1960, cuando el director de orquesta y musicólogo norteamericano Newell Jenkins hizo una primera edición parcial de sus sinfonías (1960 y 1969). A pesar de que la recuperación de su música es lenta, el entusiasmo pionero de Jenkins no ha sido desmentido por los intérpretes que la han abordado posteriormente. Werner Ehrhardt, director musical de Concerto Köln, habla de "música delicadísima, refinadísima". Dietter Steppuhn menciona un "desarrollo absolutamente genial" para la sinfonía n.º 36 y considera el redescubrimiento de Brunetti uno de los "eventos musicales del siglo XX". Giorgio Spugnesi ve en los quintetos con fagot op. 2 "una obra maestra de la música de cámara de finales del siglo XVIII". Olaf Krone admira la originalidad y la vasta paleta expresiva de este "gran compositor". Pero hay que esperar hasta 2005 para que Germán Labrador publique su ya fundamental Gaetano Brunetti (1744-1798), Catálogo crítico, temático y cronológico.
Conocedor de la obra de Luigi Boccherini, de Joseph Haydn y de las escuelas francesa y vienesa en general, Brunetti integra en su música las formas musicales más habituales del Clasicismo (forma sonata, rondó, rondó-sonata). Las secciones de desarrollo suelen ser largas y ricas en modulaciones interesantes, prueba del gusto del compositor por los cromatismos. Todos los comentaristas destacan igualmente la gracia y el refinamiento de sus líneas melódicas, construidas a menudo sobre motivos breves que se pueden encontrar en los diferentes movimientos de una misma obra. También han subrayado la precisión extrema de sus indicaciones de dinámica, de expresión y de ornamentación, así como la explotación de técnicas de interpretación poco habituales (ponticello, col legno, etc.) y un tratamiento generoso de los instrumentos de viento.

## Obra
El catálogo de Cayetano Brunetti establecido por Germán Labrador comprende 346 obras, pero sabemos que hay al menos otras 78 perdidas, lo que elevaría el total a 424. Las cifras que se ofrecen a continuación indican en primer lugar las obras conservadas y entre paréntesis las obras perdidas.

### Obra instrumental

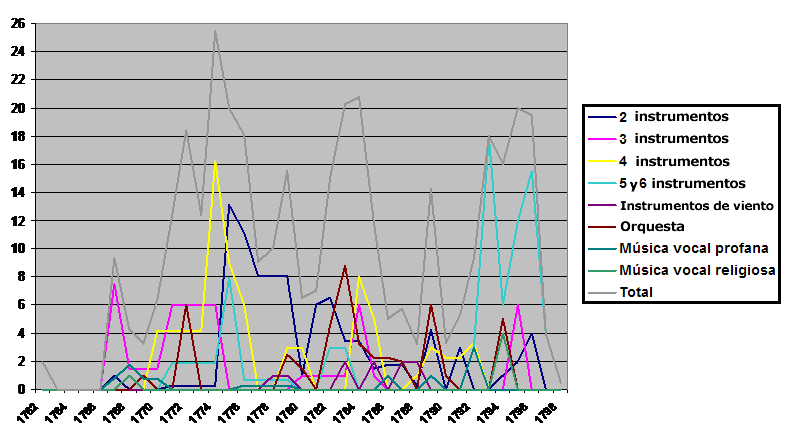
Gráfico de la producción musical de Brunetti por años y géneros (basado en las dataciones de Germán Labrador).

#### Música de cámara
- Sonatas
  - Para violín y bajo: 74 (4)
  - Otras: 1 (4)
- Dúos: 13 (25)
- Tríos: 47 (12)
- Cuartetos: 50 (12)
- Quintetos
  - Con 2 violonchelos: 6
  - Con 2 violas: 53 (1)
  - Con fagot: 6
  - Otros: (2)
- Sextetos
  - Con 3 violines: 6
  - Con oboe: 6

#### Música orquestal
- Marchas y galopes (conjunto de viento): 9 (1)
- Minuetos y contradanzas: 99
- Sinfonías: 36 (1)
- Sinfonías concertantes: 3 (2)
- Conciertos: 2 (2)

### Obra vocal

#### Profana
- Arias de concierto: 7 (2)
- Canciones: 16 (16)
- Música incidental: Música para García del Castañal
- Zarzuela: Faetón (partes vocales perdidas), Jasón o La Conquista del Vellocino (perdida)
- Ópera: La bella pescatrice (perdida)

#### Religiosa
- Lamentaciones: 3
- Salmos: 1
- Misas: 1 (1?)

## Discografía
Actualmente solo un 5,2 % de la obra catalogada de Cayetano Brunetti ha sido grabada. En la lista siguiente, la inicial L seguida de un número se refiere al catálogo establecido por Germán Labrador.
- Sinfonía n.º 33 (L.322). Con obras de Giuseppe Giordani y Giuseppe Valentini. Orquesta de Cámara Italiana, dir. Newell Jenkins, Haydn Society (LP), 1953.
- Sinfonía n.º 22 (L.311). Con una obra de Giovanni Battista Viotti. Orquesta de Cámara Italiana, dir. Newell Jenkins, Haydn Society (LP), c.1953.
- Sinfonía n.º 33 (L.322). Piccola Accademia Musicale, dir. Newell Jenkins, Haydn Society (LP), 1955.
- Sinfonía n.º 22 (L.311) y nº33 (L.322). Con una obra de Luigi Boccherini. Orquesta de Cámara Italiana, dir. Newell Jenkins, Erato (LP), 1955 [se trata de grabaciones preexistentes de la Haydn Society comercializadas por Erato para el mercado francés].
- Sinfonía n.º 31 (L.320). Con una obra de Giovanni Paisiello. Orquesta de Cámara Italiana, dir. Newell Jenkins, Haydn Society (LP), c.1955.
- Symphonies for Kings. Sinfonía n.º 23 (L.312). Con una obra de Joseph Martin Kraus. Angelicum Orchestra of Milan, dir. Newell Jenkins, Nonesuch Records (LP), sin fecha (1966?).
- 3 Sinfonien. Sinfonías n.º 22 (L.311), n.º 26 (L.315) y n.º 36 (L.325). Concerto Köln, Capriccio (CD), 1994.
- Los Stradivarius de la Colección Real. Quinteto con dos violonchelos op.1 n.º 5 (L.206). Con obras de Luigi Boccherini y Josep Teixidor. Cuarteto Quartet Cassadó, RTVE-Música (CD), 1996.
- Voilà Viola. Sonata para viola y bajo (L.71). Voilà Viola, Es-Dur (CD), 1997.
- String Quartets. 4 Cuartetos de cuerda (L.150, L.152, L.184 y L.192). Schuppanzigh-Quartett, CPO (CD), 2001.
- Sei Quintetti per due violini, viola, fagotto e violoncello op.2. 6 Quintetos con fagot op.2 (L.208-213). Quartetto Sandro Materasi & Paolo Carlini, Tactus (CD), 2002.
- String Quartets. 4 Cuartetos de cuerda (L.153, L.161, L.196 i L.199). Carmen Veneris, Lindoro (CD), 2012.
- Retrato de 'Il Maniatico'. Arias y sinfonías de Gaetano Brunetti (1744-1798). Sinfonías n.º 23 (L.312) y n.º 33 (L.322), escena Non so più (L.339), aria Involarmi il mio tesoro (L.338) y Lamentación primera del Miércoles Santo (L.342). Raquel Andueza, soprano. Orquesta Barroca de Sevilla. Christophe Coin, violonchelo y dirección. OBS Prometeo (CD). 2013.
- Divertimenti para trío de cuerdas. Serie IV. (L.145, L.146, L.147, L.148 y L.149). Carmen Veneris, Lindoro (CD), 2014.
- Sinfonías [I]. Sinfonías n.º 9 (L.298), n.º 21 (L.310) y n.º 29 (L.318). Camerata Antonio Soler, Gustavo Sánchez, Lindoro (CD), 2014.
- Arias & Escenas. 6 arias y escenas para soprano y orquesta (L.333, L.335, L.336, L.337, L.338, L. 339). Camerata Antonio Soler, Jelena Bankovic, Gustavo Sánchez, Lindoro (CD), 2015.
- Sinfonías II. Sinfonías n.º 8 (L.297), nº 25 (L.314) y Sinfonía Concertante nº 3 (L.329). Camerata Antonio Soler, Lina Tur Bonet, Ignacio Ramal, Gustavo Sánchez, Lindoro (CD), 2016.
- Sinfonías vol. 3. Sinfonías nº 15 (L.304), nº 20 (L.309), nº 32 (L.321) y Variaciones para orquesta (L.289). Camerata Antonio Soler, Gustavo Sánchez, Templante (CD), 2019.
- Sinfonías vol. 4. Sinfonías nº 1 (L.290), nº 2 (L.291), nº 3 (L.292), nº 4 (L.293), nº 5 (L.294) y nº 6 (L.295). Camerata Antonio Soler, Gustavo Sánchez, Templante (CD), 2020.
- Divertimenti a violino, viola e violoncello. Concerto 1700, Daniel Pinteño (director). 1700 Classics, 2021.
- Sinfonías vol. 5. Sinfonías nº 16 (L.305), nº 17 (L.306) y nº 35 (L.324). Camerata Antonio Soler, Gustavo Sánchez, Templante (CD), 2022.
- Sinfonías vol. 6. Sinfonías nº 10 (L.299), nº 11 (L.300) y Sinfonía Concertante nº 1 (L.327). Camerata Antonio Soler, Ignacio Ramal, Mayah Kadish, Gustavo Sánchez, Templante (CD), 2022.
- Sinfonías vol. 7. Sinfonías n.º 7 (L. 296), n.º 23 (L. 312) y n.º 37 (L. 326). Camerata Antonio Soler, Gustavo Sánchez, Templante (CD), 2023.
- Sinfonías vol. 8. Sinfonías n.º 12 (L. 301), n.º 30 (L. 319) y n.º 31 (L. 320). Camerata Antonio Soler, Gustavo Sánchez, Templante (CD), 2023.